# Rafał Majka
Rafał Majka (ur. 12 września 1989 w Zegartowicach) – polski kolarz szosowy, zawodnik należącej do dywizji UCI WorldTeams drużyny UAE Team Emirates.

## Kariera
Jest wychowankiem krakowskiego klubu WLKS Krakus Swoszowice. Absolwent Szkoły Mistrzostwa Sportowego o profilu kolarskim w Świdnicy. W lutym 2011 został zawodowym kolarzem duńskiej (później rosyjskiej) ekipy Saxo Bank.
W 2012 roku Majka miał wziąć udział w Giro d’Italia, ale uniemożliwiła mu to kontuzja kolana, odniesiona podczas wyścigu Tirreno-Adriático. Leczenie było długotrwałe i poskutkowało brakiem wyników w pierwszej części sezonu.
Pięciokrotny uczestnik Vuelta a España (2011, 2012, 2013, 2015, 2017). Najlepszy wynik zanotował w 2015 roku. Podczas startu w Vuelcie zajął 3. miejsce w klasyfikacji generalnej. Wcześniej zajął 7. miejsce w Giro d’Italia (przez 7 etapów jadąc w białej koszulce lidera klasyfikacji młodzieżowej) i 4. w Tour de Pologne, jadąc przez trzy etapy w koszulce lidera klasyfikacji generalnej. W październiku 2013 zajął 2. miejsce w prestiżowym wyścigu klasycznym Mediolan-Turyn, przegrywając jedynie z Włochem Diego Ulissim oraz 3. miejsce w Giro di Lombardia, przedostatnim wyścigu sezonu w najwyższej kategorii wyścigów UCI World Tour 2013. 19 lipca 2014 jako drugi Polak w historii wygrał etap Tour de France, cztery dni później, podczas 17. etapu, powtórzył to osiągnięcie.
24 lipca, jako pierwszy polski kolarz w historii, zapewnił sobie wygraną w klasyfikacji górskiej Tour de France 2014. Jednocześnie jest to pierwsze zwycięstwo polskiego kolarza w jakiejkolwiek klasyfikacji Tour de France w historii.
7 sierpnia 2014 roku wygrał 5. etap Tour de Pologne z Zakopanego do Štrbskiego Plesa na Słowacji. Następnego dnia powtórzył to osiągnięcie wygrywając etap z Termy Bukowiny do Bukowiny Tatrzańskiej i został liderem wyścigu. 9 sierpnia 2014 został zwycięzcą całego wyścigu.
15 lipca 2015 roku wygrał 11. etap Tour de France z Pau do Cauterets-Vallée de Saint-Savin. W tym samym roku jako pierwszy Polak w historii stanął na podium wyścigu Vuelta a España zajmując 3. miejsce w klasyfikacji generalnej.
24 lipca 2016 roku po raz drugi został zwycięzcą klasyfikacji górskiej w Tour de France.
6 sierpnia 2016 roku zdobył brązowy medal w wyścigu ze startu wspólnego na XXXI Letnich Igrzyskach Olimpijskich w Rio de Janeiro.
1 stycznia 2021 roku dołączył do zespołu UAE Team Emirates.

## Najważniejsze osiągnięcia
2012
- 7. miejsce w Tour of Beijing
  -  1. miejsce w klasyfikacji młodzieżowej
- 3. miejsce w Japan Cup

2013
- 2. miejsce w Mediolan-Turyn
- 3. miejsce w Giro di Lombardia
- 4. miejsce w Tour de Pologne
  - lider klasyfikacji generalnej przez trzy etapy (3-5)
  -  1. miejsce w klasyfikacji punktowej
- 7. miejsce w Giro d’Italia

2014
- 1. miejsce w klasyfikacji górskiej Tour de France
  - 1. miejsce na 14. i 17. etapie
- 1. miejsce w Tour de Pologne
  - 1. miejsce na 5. i 6. etapie
- 6. miejsce w Giro d’Italia

2015
- 3. miejsce w Vuelta a España
- 1. miejsce na 11. etapie Tour de France
- 7. miejsce w Tour de Romandie
- 10. miejsce w Tour de Suisse

2016
- 3. miejsce na igrzyskach olimpijskich (start wspólny)
- 5. miejsce w Giro d’Italia
- 1. miejsce w mistrzostwach Polski (start wspólny)
- 1. miejsce w klasyfikacji górskiej Tour de France

2017
- 2. miejsce w Tour of California
  - 1. miejsce na 2. etapie
- 1. miejsce w Dirka po Sloveniji
  - 1. miejsce na 3. etapie
- 2. miejsce w Tour de Pologne
- 1. miejsce na 14. etapie Vuelta a España

2018
- 6. miejsce w Tour of California
- 7. miejsce w Giro di Lombardia

2019
- 6. miejsce w Giro d’Italia
- 9. miejsce w Tour de Pologne
- 6. miejsce w Vuelta a España

2020
- 4. miejsce w Tour de Pologne
- 3. miejsce w Tirreno-Adriático

2021
- 1. miejsce na 15. etapie Vuelta a España

2022
- 2. miejsce w Dirka po Sloveniji
  - 1. miejsce w klasyfikacji górskiej
  - 1. miejsce na 1. i 4. etapie

2023
- 1. miejsce na 3. etapie Tour de Pologne

2024
- 2. miejsce w Vuelta a Asturias

## Starty w Wielkich Tourach
| Grand Tour      | 2011 | 2012 | 2013 | 2014 | 2015 | 2016 | 2017 | 2018 | 2019 | 2020 | 2021 | 2022 | 2023 | 2024 |
| --------------- | ---- | ---- | ---- | ---- | ---- | ---- | ---- | ---- | ---- | ---- | ---- | ---- | ---- | ---- |
| Giro d’Italia   | –    | –    | 7.   | 6.   | –    | 5.   | –    | –    | 6.   | 12.  | –    | –    | –    | 15.  |
| Tour de France  | –    | –    | –    | 44.  | 28.  | 27.  | DNF  | 19.  | –    | –    | 34.  | DNF  | 14.  | -    |
| Vuelta a España | DNF  | 32.  | 19.  | –    | 3.   | –    | 39.  | 13.  | 6.   | –    | 21.  | –    | -    |      |

## Rankingi
| Rok              | 2009  | 2010 | 2011 | 2012 | 2013 | 2014 | 2015 | 2016 | 2017 | 2018 | 2019 | 2020 | 2021 | 2022 | 2023 | 2024 |
| ---------------- | ----- | ---- | ---- | ---- | ---- | ---- | ---- | ---- | ---- | ---- | ---- | ---- | ---- | ---- | ---- | ---- |
| UCI World Tour   |       |      | -    | 108. | 20.  | 20.  | 33.  | 44.  | 32.  | 61.  |      |      |      |      |      |      |
| World Ranking    |       |      |      |      |      |      |      | 38.  | 43.  | 86.  | 53.  | 47.  | 206. | 215. | 169. | 259. |
| UCI Europe Tour  | 1132. | 766. |      |      |      |      |      | 332. | 216. | 619. | 41.  | 37.  | 178. | 176. | -    | -    |
| UCI America Tour | -     | -    |      |      |      |      |      | 4.   | -    | 87.  |      |      |      |      |      |      |
|                  |       |      |      |      |      |      |      |      |      |      |      |      |      |      |      |      |
| Źródło: UCI      |       |      |      |      |      |      |      |      |      |      |      |      |      |      |      |      |

## Odznaczenia
- Złoty Krzyż Zasługi (3 października 2016, odznaczony przez Prezydenta RP Andrzeja Dudę, za osiągnięcia sportowe, za promowanie Polski na arenie międzynarodowej)[8][9]
- Srebrny Krzyż Zasługi (16 października 2014, odznaczony przez Prezydenta RP Bronisława Komorowskiego, za zasługi dla polskiego kolarstwa, za znaczące osiągnięcia sportowe)[10][11]